# Odense Tekniske Gymnasium
Odense Tekniske Gymnasium (i daglig tale blot OTG) er et teknisk gymnasium (htx) beliggende i Odense. Gymnasiet har 655 studerende fordelt på otte til ti klasser per årgang inden for de tre overordnede studieretninger: anvendt naturvidenskab, teknologi og kommunikationsteknik.
I 2008 blev Odense Tekniske Gymnasium sammen med Vejle Tekniske Gymnasium en del af Syddansk Erhvervsskole.55°22′52″N 10°24′41″Ø / 55.38111°N 10.41139°Ø

## Undervisningen
Undervisningen på Odense Tekniske Gymnasium foregår i lektioner af 1 time og 45 minutter, typisk med 3 på en dag, og med diverse pauser imellem. De består af forskellige former for undervisning, både klasseundervisning, interaktiv undervisning, projekter og tværfaglige forløb, opgaveperioder, eksperimenter, ekskursioner og studieture.
Eleverne lærer at arbejde selvstændigt og at løse opgaver og større projekter sammen med deres klassekammerater.
På Odense Tekniske Gymnasium bruger eleverne således både hovedet og hænderne, idet praktiske fag kombineres med mere teoretiske fag på højt niveau i laboratorier, værksteder og på ekskursioner eller virksomhedsbesøg.

## Sociale arrangementer
På Odense Tekniske Gymnasium vægtes sociale arrangementer højt og i løbet af skoleåret afholdes bl.a. motionsdag, lektiecaféer, workshops, fester, fredagscaféer, OTG-LAN, julerevy, sjove konkurrencer, gallafest og htx-fest. Dette medfører, at eleverne på gymnasiet lærer hinanden at kende på tværs af klasser og årgange.  

## Bygningerne
Gymnasiet har siden 1998 haft til huse i nybyggede lokaler i dele af de gamle Hjertegarn-bygninger på Munkebjergvej 130 i Odense M. 
I løbet af 2009 blev gymnasiet udvidet med en tilbygning, som bl.a. indeholder laboratorielokaler, kantine og lærerværelse. 

## HTX-uddannelsen
Højere teknisk eksamen (før: højere teknisk uddannelse, nu: teknisk studentereksamen) blev for første gang tilbudt som en forsøgsordning i 1982. Uddannelsen er kendetegnet ved, at en stor del af undervisningen er tilrettelagt som projekter, hvor der både arbejdes teoretisk og praktisk med tekniske og naturvidenskabelige problemstillinger. 
HTX-uddannelsen er generelt adgangsgivende til landets videregående uddannelser.

## Studieretninger
Odense Tekniske Gymnasium tilbyder 11 forskellige studieretninger inden for anvendt naturvidenskab, kommunikationsteknik og teknologi. Alle elever gennemfører de første tre måneder et fælles grundforløb, hvorefter den endelige studieretning og valgfag vælges.

### Anvendt naturvidenskab
- Matematik A, Fysik A
- Matematik A, Kemi A
- Matematik A, Biologi B
- Matematik A, Programmering B
- Bioteknologi A, Matematik A
- Bioteknologi A, Idræt B

### Teknologi
- Teknologi A, Design B
- Teknologi A, Matematik A

### Kommunikationsteknik
- Kommunikation og it A, Samfundsfag B
- Kommunikation og it A, Programmering B
- Kommunikation og it A, Design B

## Obligatoriske fag
På HTX er der en række obligatoriske fag, som er defineret af undervisningsministeriet. 
- Dansk A
- Engelsk B
- Fysik B
- Kemi B
- Matematik B
- Biologi C
- Kommunikation og it C
- Samfundsfag C
- Teknologi B
- Idehistorie B
- Teknikfag A
  - Byggeri og energi 
    - Byggeteknik

  - Udvikling og produktion
    - Tekstilteknik
    - Elteknik
    - Maskinteknik

  - Proces, levnedsmiddel og sundhed
    - Procesteknik

## Valgfag
Odense Tekniske Gymnasium tilbyder valgfag, som supplement, men ikke obligatoriske fag til uddannelserne.
- Astronomi C
- Design C
- Erhvervsøkonomi C
- Filosofi C
- Idræt B
- Idræt C
- Mediefag C
- Programmering B
- Programmering C
- Psykologi C
- Statik og styrkelære C
- Tysk B
- Tysk C